# Herman Wytkind
Herman Wytkind OP (ur. ?, zm. po 1401) – niemiecki duchowny rzymskokatolicki, dominikanin, biskup lwowski.

## Biografia
Był przeorem klasztoru dominikańskiego w Münster lub w Hildesheim.
7 stycznia 1401 papież Bonifacy IX prekonizował go biskupem lwowskim. Brak informacji, kiedy i od kogo przyjął sakrę biskupią. Brak daty opuszczenia lwowskiej katedry, jednak musiało to nastąpić przed 23 grudnia 1414, kiedy to mianowano jego następcę.